# 1982 (Statik Selektah & Termanology)
1982 è il primo album del duo hip hop "1982" composto dal rapper statunitense Termanology e dal produttore statunitense Statik Selektah. Pubblicato il 26 ottobre 2010, l'album è distribuito da ST. Records, ShowOff Records e Brick Records.
Partecipano all'album Styles P, Cassidy, Xzibit, Freeway, Inspectah Deck e gli M.O.P.

## Tracce
1. The World Renown – 5:17
2. People Are Running – 2:30
3. Things I Dream (feat. Lil' Fame) – 3:03
4. Goin’ Back (feat. Cassidy and Xzibit) – 2:35
5. The Radio – 3:09
6. Wedding Bells (feat. Jared Evan) – 3:17
7. You Should Go Home (feat. Bun B and Masspike Miles) – 3:42
8. Tell Me Lies (feat. Styles P) – 3:19
9. Life Is What You Make It (feat. Saigon and Freeway) – 3:05
10. Freedom (feat. Reks) – 3:48
11. Still Waiting – 2:52
12. The Street Life – 3:16
13. Thugathon 2010 (feat. M.O.P.) – 3:12
14. The Hood Is On Fire (feat. Inspectah Deck) – 3:23
15. Born In ‘82 – 2:42
16. Help – 3:16

Durata totale: 52:26

## Classifiche

### Classifiche settimanali
| Classifica (2010)         | Posizione massima |
| ------------------------- | ----------------- |
| US Heatseekers Albums     | 26                |
| US Top R&B/Hip-Hop Albums | 52                |